# Ray Fisher
Ray Fisher (Camden, 8 de setembro de 1987) é um ator de cinema e teatro norte-americano, mais conhecido nos papéis das comédias The Good, the Bad and the Confused. Ray foi descoberto depois de interpretar Muhammad Ali em Fetch Clay Make Man de Will Power e o super-herói fictício Victor Stone / Ciborgue no Universo Estendido da DC.

## Biografia
Fisher nasceu em Baltimore, Maryland, e cresceu em Lawnside, Nova Jersey, onde foi criado por sua mãe e avó. Ele frequentou a Haddon Heights High School. Ele se envolveu no teatro musical através de seus professores de inglês e história no ensino médio. Suas primeiras apresentações no palco foram em produções dos musicais Into the Woods e Guys and Dolls. Fisher frequentou a American Musical and Dramatic Academy.

## Carreira
Fisher atuou como parte do Shakespeare Theatre de Nova Jersey, onde estrelou uma produção da peça To Kill a Mockingbird. Ele também se apresentou nas produções do Oregon Shakespeare Festival das peças King Lear e Cymbeline. Em 2009, Fisher atuou na peça Macbeth de William Shakespeare no Shakespeare Theatre of New Jersey em Madison, New Jersey na Drew University. Ele interpretou Muhammad Ali na produção off-Broadway de 2013 da peça Fetch Clay, Make Man no New York Theatre Workshop em Nova York, ganhando 9 quilos de músculo e passando de 193 para 212 libras. Para se preparar para o papel, ele afirmou que "teve que levantar - supino, rosca, agachamento, panturrilha" e "se acostumar com um novo corpo".
Fisher teve uma aparição como o super herói Victor Stone / Ciborgue no filme de super-heróis de 2016 Batman v Superman: Dawn of Justice. O personagem foi o primeiro super-herói negro da franquia do Universo Estendido DC. Ele reprisou o papel como parte do elenco em Liga da Justiça (2017), que gerou críticas mornas e teve uma estréia nos cinemas mal sucedida. Em 2020, Fisher acusou o diretor Joss Whedon de comportamento "abusivo" e "não profissional" durante as refilmagens de Liga da Justiça. Ele também chamou o executivo da DC Films, Walter Hamada, de "o tipo mais perigoso de facilitador" e afirmou que "não participará de nenhuma produção associada a [Hamada]" em dezembro de 2020. Enquanto ele estava programado para aparecer no filme The Flash, Fisher foi demitido depois de prometer nunca trabalhar com Hamada, o produtor do filme e presidente da DC Films. Ele reprisou o papel de Victor Stone / Ciborgue na Liga da Justiça de Zack Snyder (2021), o corte do diretor de Liga da Justiça. Fisher participou das filmagens de novas cenas para o corte em outubro de 2020. O corte gerou uma boa recepção crítica, com Tom Jorgensen do IGN destacando o retrato colorido e matizado de Fisher e Alex Abad-Santos do Vox elogiando a "mistura de raiva e vulnerabilidade" em sua performance.
Fisher estrelou a terceira temporada da série antológica de drama criminal True Detective, que foi ao ar em 2019 na HBO. Ele interpretará Gene Mobley, marido da ativista Mamie Till-Bradley, na minissérie da ABC Women of the Movement., ele recentemente foi anunciado no filme de Rebel Moon repetindo a parceira com Zack Snyder.

## Filmografia
| Ano  | Título                             | Papel                   | Notas                  |
| ---- | ---------------------------------- | ----------------------- | ---------------------- |
| 2016 | Batman v Superman: Dawn of Justice | Victor Stone / Ciborgue | Aparição não-creditada |
| 2017 | Liga da Justiça                    | Victor Stone / Ciborgue | Co-protagonista        |
| 2021 | Zack Snyder's Justice League       | Victor Stone / Ciborgue | Co-protagonista        |
| 2023 | Rebel Moon                         | Blood Axe               | Pré-produção           |
| 2024 | The Piano Lesson                   | Lymon                   |                        |

| Ano  | Titulo                   | Personagem            | Notas                                      |
| ---- | ------------------------ | --------------------- | ------------------------------------------ |
| 2015 | The Astronaut Wives Club | Captain Edward Dwight | Episódio "In the Blind"                    |
| 2019 | True Detective           | Henry Hays            | Elenco principal (Temporada 3) 8 episódios |
| 2022 | Women of the Movement    | Gene Mobley           | Elenco Principal                           |

| Ano  | Titulo               | Personagem   | Notas                             |
| ---- | -------------------- | ------------ | --------------------------------- |
| 2009 | Macbeth              | Macbeth      | Shakespeare Theatre of New Jersey |
| 2013 | Fetch Clay, Make Man | Muhammad Ali | Shakespeare Theatre of New Jersey |